# Notophthalmus viridescens
La tritón del este, también conocido como tritón americano de lunares rojos, tritón verde americano, tritón del este americano (Notophthalmus viridescens), es una especie de caudado o salamandra de la familia de los salamándridos. Se distribuye por Norteamérica.

## Distribución
Se encuentra en el sur de Canadá. En los Estados Unidos se encuentra en el este del país, al oeste de Minnesota y al este de Texas y Kansas.

## Características

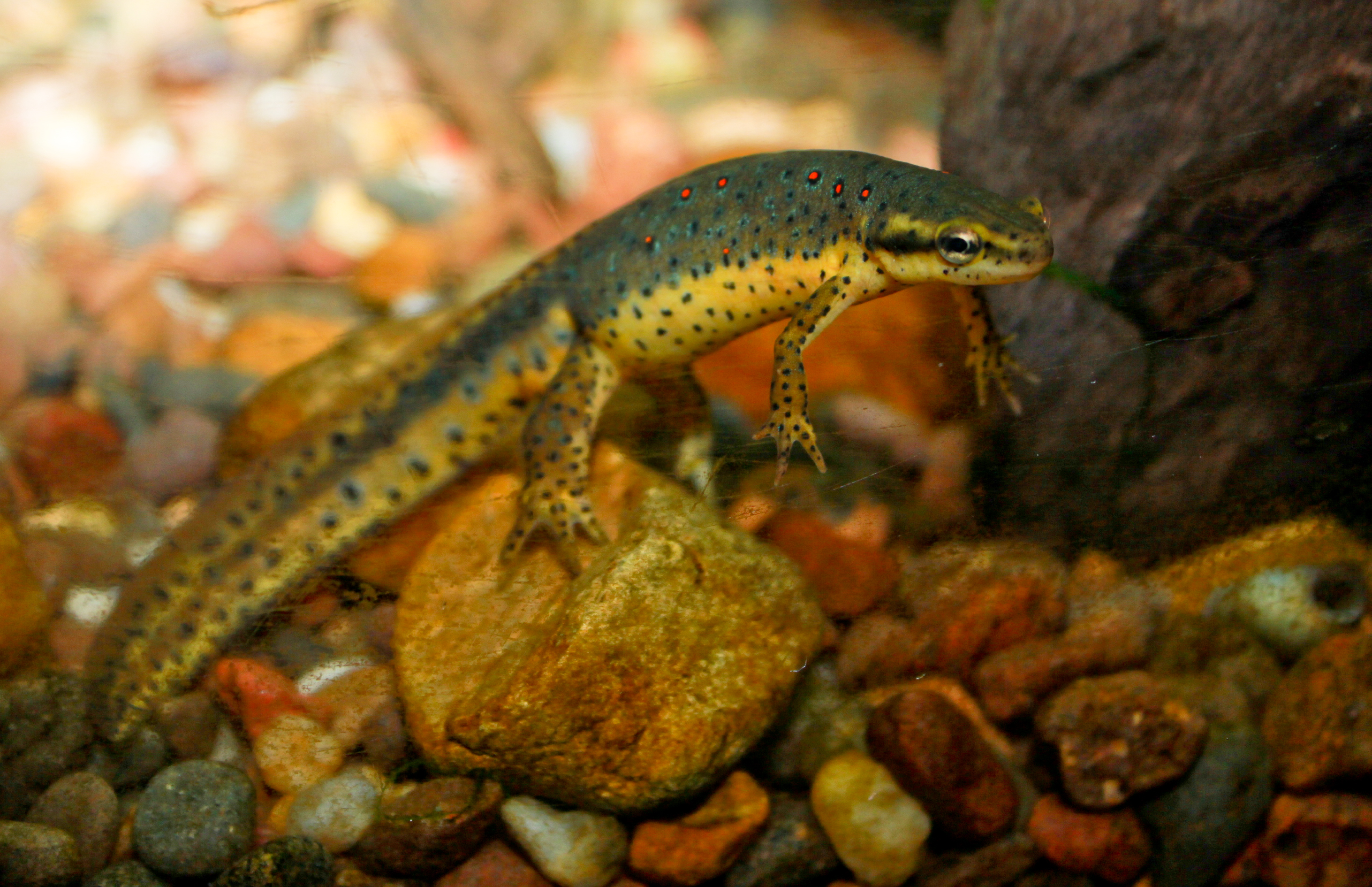
Adulto en etapa acuática

Es un pequeño tritón de color marrón tirando a naranjado con tonalidades parduscas con manchas rojas-anaranjadas rodeadas por un borde negro. Su abdomen es más claro y en su fase terrestre más rojo. Miden aproximadamente 10 cm. En su fase acuática posee una pequeña cresta caudal.

## Hábitat
En su fase acuática viven en las aguas tranquilas, limpias y con vegetación abundante de estanques, arroyos y pantanos. En la fase terrestre habitan en zonas húmedas con arboledas de hoja caduca.

## Subespecies
Existen cuatro subespecies que han sido reconocidas sobre la base de los patrones del color dorsal.
- Notophthalmus viridescens viridescens (Rafinesque)
- Notophthalmus viridescens dorsalis (Harlan)
- Notophthalmus viridescens louisianensis (Wolterstorff)
- Notophthalmus viridescens piaropicola (Schwartz & Duellman)